# World Chess Network
World Chess Network (WCN) je bio komercijalni internetski šahovski poslužitelj posvećen šahovskoj igri i raspravljanju na šahovske teme. Poslužitelj se financirao pretplatom od registriranih korisnika. Vlasnik je bio Master Games International, Inc. Bio je pokrenut 1997. godine. Zatvoren je 2007. godine, desetak godina poslije, kad ga je kupio Internet Chess Club i spojio s Chess Live u World Chess Live. Kao tipični šahovski poslužitelj, World Chess Network je omogućavala osnovne usluge kao vođenje šahovskih dvoboja uživo između dvoje ljudskih igrača preko interneta. Servis je povremeno vodio šahovske turnira, uključujući i nekoliko dvoboja znanih šahovskih velemajstora, gdje su promatrači mogli promatrati igru u realnom vremenu. U njegovo zlatno vrijeme na World Chess Network dolazili su profesionalni šahisti poput poznatih velemajstora kao što su Elena Donaldson, Susan Polgar, Larry Christiansen i Larry Evans.

## Vanjske poveznice
- World Chess Network  Arhivirana inačica izvorne stranice od 5. lipnja 2016. (Wayback Machine)